# Bács-Kiskun vármegyei 2. sz. országgyűlési egyéni választókerület
A Bács-Kiskun vármegyei 2. sz. országgyűlési egyéni választókerület egyike annak a 106 választókerületnek, amelyre a 2011. évi CCIII. törvény Magyarország területét felosztja, és amelyben a választópolgárok egy-egy országgyűlési képviselőt választhatnak. A választókerület nevének szabványos rövidítése: Bács-Kiskun 02. OEVK. Székhelye: Kecskemét

## Területe
A választókerület az alábbi településeket foglalja magába:
1. Ballószög
2. Helvécia
3. Kecskemét választókerülethez tartozó területének határvonala:
Lajosmizse felől az 5. számú főút középvonala a városhatáron való belépési ponttól az 5202 jelű Ladánybenei út és az 5. számú főútvonal körforgalmi csomópontjáig, a csomóponttól a 0220/182 és 0219/1 helyrajzi számú külterületi utak középvonala a 0244/2 helyrajzi számú külterületi útig, északi irányban a 0244/2, majd keleti irányban a 0253 helyrajzi számú külterületi utak középvonala a Vacsi közi útig, a Vacsi közi út középvonala a Mikszáth Kálmán körútig, a Mikszáth Kálmán körút középvonala és folytatásában az izraelita temető északnyugati határvonala az 5. számú főútig, az 5. számú főút középvonala a Mátyás téren keresztül a Jókai utcáig, a Jókai utca középvonala a Hornyik János körútig, a Hornyik János körút középvonala és folytatásában a Széchenyi téren keresztül a Gáspár András körút középvonala a Petőfi Sándor utcáig, a Petőfi Sándor utca középvonala a Kőhíd utcáig, a Kőhíd utca és folytatásában a Nyíri út középvonala a III. Béla körútig, a III. Béla körút és folytatásában a Csalánosi út középvonala az 52-es útig, az 52-es út középvonala a városhatárig, a városhatár vonala az óramutató járásával ellentétes irányban a kiindulási pontig.
4. Szentkirály
5. Tiszakécske
6. Városföld

## Országgyűlési képviselője
| Név                        | Párt                                         | Párt        | Terminus    | Megjegyzés                                   |
| -------------------------- | -------------------------------------------- | ----------- | ----------- | -------------------------------------------- |
| Dr. Zombor Gábor           |                                              | Fidesz-KDNP | 2014 – 2022 | A 2014-es országgyűlési választás eredménye: |
| Dr. Zombor Gábor           | A 2018-as országgyűlési választás eredménye: | Fidesz-KDNP | 2014 – 2022 |                                              |
| Dr. Szeberényi Gyula Tamás |                                              | Fidesz-KDNP | 2022 –      | A 2022-es országgyűlési választás eredménye: |

## Demográfiai profilja
| Iskolai végzettség                | Iskolai végzettség               | Iskolai végzettség | Iskolai végzettség | Iskolai végzettség |
| --------------------------------- | -------------------------------- | ------------------ | ------------------ | ------------------ |
|                                   |                                  |                    |                    | fő                 |
| Általános iskolát nem végezte el  | Általános iskolát nem végezte el |                    | 1483               | 1483               |
| Általános iskola                  | Általános iskola                 |                    | 12656              | 12656              |
| Szakmunkás                        | Szakmunkás                       |                    | 16225              | 16225              |
| Érettségi                         | Érettségi                        |                    | 25057              | 25057              |
| Diploma                           | Diploma                          |                    | 18427              | 18427              |
| A 2022. évi népszámlálás szerint. |                                  |                    |                    |                    |

A Bács-Kiskun vármegyei 2. sz. választókerület lakónépessége 2022. október 1-jén 91 100 fő volt. A 2011-es és a 2022-es népszámlálás között 442 fővel nőtt a választókerület lakosság száma. A választókerületben a korösszetétel alapján a legtöbben a középkorúak élnek 32 718 fővel, míg a legkevesebben az időskorúak 17 703 fővel. A választókerület lakosságának a 85,3%-nál van internet elérési lehetőség.
A legmagasabb befejezett iskolai végzettség szerint az érettségi végzettséggel rendelkezők élnek a legtöbben 25 057 fő, utánuk a következő nagy csoport a diplomások 18 427 fővel.
Gazdasági aktivitás szerint a lakosság közel fele foglalkoztatott 46 176 fő, második legjelentősebb csoport az inaktív keresők, akik főleg nyugdíjasok 19 035 fővel.
A választókerület legjelentősebb nemzetiségi csoportja a német 638 fő, illetve a cigány 582 fő. Magyar állampolgársággal nem rendelkező külföldi állampolgárok aránya 1,4%.
Vallási összetétel szerint a választókerületben lakók legnagyobb vallása a római katolikus (23 633 fő), valamint jelentős közösség még a reformátusok (6107 fő). A vallási közösséghez nem tartozók száma szintén jelentős (9417 fő), a választókerületben a második legnagyobb csoport a római katolikus vallás után.

## Országgyűlési választások
| Párt                             | Párt                   | Jelölt                 | Szavazatok | %     | ± %   |
| -------------------------------- | ---------------------- | ---------------------- | ---------- | ----- | ----- |
|                                  | Fidesz-KDNP            | Dr. Zombor Gábor       | 26 695     | 52,74 | 1,07  |
|                                  | Jobbik                 | Radics Tivadar         | 10 001     | 19,76 | 2,27  |
|                                  | MSZP-Párbeszéd         | Király József          | 8421       | 16,64 | 5,24  |
|                                  | LMP                    | Dr. Tóth Szilárd       | 3426       | 6,77  | 1,45  |
|                                  | Momentum               | Bodrozsán Alexandra    | 1532       | 3,03  | Új    |
|                                  | Munkáspárt             | Csernus Viktorné       | 238        | 0,47  | Új    |
|                                  | Egyéb pártok           |                        | 299        | 0,59  | 3,05  |
| Megjelent                        | Megjelent              | Megjelent              | 51 018     | 70,27 | 10,33 |
| Választópolgárok száma           | Választópolgárok száma | Választópolgárok száma | 70 528     | 100   | 3,27  |
| A Fidesz-KDNP tartja a körzetet. |                        |                        |            |       |       |

| Párt                                | Párt                   | Jelölt                 | Szavazatok | %     |
| ----------------------------------- | ---------------------- | ---------------------- | ---------- | ----- |
|                                     | Fidesz-KDNP            | Dr. Zombor Gábor       | 22 303     | 51,67 |
|                                     | Összefogás             | Laskovics Diána        | 9446       | 21,88 |
|                                     | Jobbik                 | Oberna Zoltán          | 7548       | 17,49 |
|                                     | LMP                    | Falusi Norbert         | 2295       | 5,32  |
|                                     | Egyéb pártok           |                        | 1570       | 3,64  |
| Megjelent                           | Megjelent              | Megjelent              | 43 664     | 59,94 |
| Választópolgárok száma              | Választópolgárok száma | Választópolgárok száma | 72 844     | 100   |
| A Fidesz-KDNP nyeri meg a körzetet. |                        |                        |            |       |

## Ellenzéki előválasztás – 2021
| Párt                                                           |                 | További jelölő szervezetek                | Jelölt              | Szavazatok | %     |
| -------------------------------------------------------------- | --------------- | ----------------------------------------- | ------------------- | ---------- | ----- |
| Momentum                                                       |                 | Momentum, DK, Liberálisok, Új Kezdet, MMM | Bodrozsán Alexandra | 2789       | 54.11 |
| Magyar Szocialista Párt                                        |                 | MSZP, Jobbik, LMP, Párbeszéd              | Király József       | 2373       | 45.89 |
| Összes szavazat                                                | Összes szavazat | Összes szavazat                           | Összes szavazat     | 5171       |       |
| A Momentum jelöltjeként Bodrozsán Alexandra nyerte a körzetet. |                 |                                           |                     |            |       |